# Koldo Fernández
Koldo Fernández de Larrea (Vitoria, 13 settembre 1981) è un ex ciclista su strada spagnolo di origine basca, con caratteristiche di velocista, professionista dal 2004 al 2014.

## Carriera
È passato professionista nella stagione 2004, debuttando con la squadra basca Euskaltel-Euskadi.
Ha partecipato al Giro d'Italia 2006 con la sua squadra, ma nella tappa del 13 maggio è finito in un fossato, riportando numerose contusioni, per le quali è stato costretto al ritiro. Nel 2007 ha vinto la settima tappa della Tirreno-Adriatico, mentre tra 2008 e 2009 ha conseguito otto successi, soprattutto in corse spagnole.
Sfiora la vittoria nella quinta tappa della Vuelta 2010 battendo velocisti del calibro di Mark Cavendish, Alessandro Petacchi, Óscar Freire e Daniele Bennati ma si deve arrendere su Tyler Farrar, mentre nella seconda tappa chiude sesto.
Per il 2012 lascia l'Euskaltel, firmando un contratto con la statunitense Garmin-Cervélo.

## Palmarès
- 2007 (Euskaltel, una vittoria)

7ª tappa Tirreno-Adriatico
- 2008 (Euskaltel, cinque vittorie)

5ª tappa Vuelta a Murcia
5ª tappa Vuelta a Castilla y León
2ª tappa Euskal Bizikleta
3ª tappa Vuelta a Burgos
Tour de Vendée
- 2009 (Euskaltel, tre vittorie)

2ª tappa Volta ao Algarve (Lagoa > Lagos)
Circuito de Getxo
1ª tappa Vuelta a Burgos
- 2010 (Euskaltel, due vittorie)

1ª tappa Vuelta a Burgos (Villasana de Mena > Medina de Pomar)
Tour de Vendée

### Altri successi
- 2008 (Euskaltel)

Classifica punti Vuelta a Murcia

## Piazzamenti

### Grandi Giri
- Giro d'Italia

2006: ritirato (7ª tappa)
2007: 136º
2008: non partito (14ª tappa)
2014: fuori tempo massimo (1ª tappa)
- Tour de France

2009: fuori tempo (8ª tappa)
- Vuelta a España

2007: 134º
2008: 94º
2010: 141º
2012: 134º
2013: non partito (2ª tappa)
2014: 86º